# آن کئوتاوونگ
آن کئوتاوونگ (انگلیسی: Anne Keothavong؛ زادهٔ ۱۶ سپتامبر ۱۹۸۳) یک تنیس‌باز اهل بریتانیا است.